# Magnificent Mile

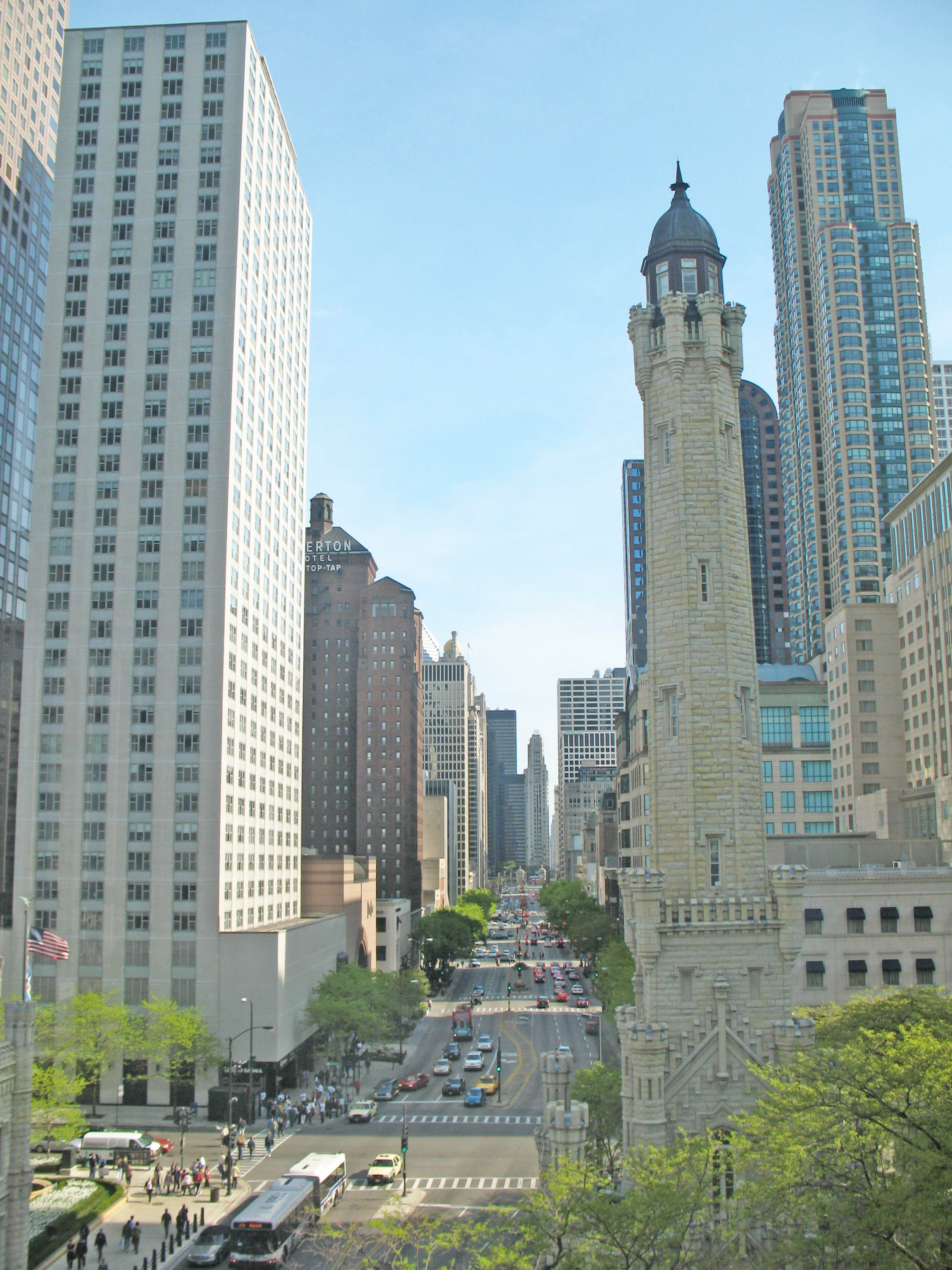
A Magnificent Mile.

Magnificent Mile, por vezes abreviado The Mag Mile (em português: Milha Magnífica) é uma parte da Michigan Avenue no centro de Chicago (Illinois). Estende-se da ponte da Michigan Avenue (que cruza o rio Chicago) na Oak Street no bairro de Near North Side. Situado um quarteirão a leste da Rush Street, conhecida pela animação noturna, a Magnificent Mile serve como principal eixo entre o setor do Loop e o bairro histórico de Gold Coast Historic District.
A Magnificent Mile contém o bairro histórico Old Chicago Water Tower District que tem alguns dos edifícios de maior prestígio da cidade.
Foi o empresário Arthur Rubloff da Rubloff Company que deu nome à Magnificent Mile na década de 1940. Há restaurantes, hotéis, lojas de luxo e alguns dos mais altos edifícios do mundo. Entre eles, encontram-se o Wrigley Building, o John Hancock Center, a Tribune Tower, a Water Tower e a Pumping Station.